# Pierre Touraine
Pour les articles homonymes, voir Touraine (homonymie).
Pierre Touraine, né le 1er août 1928 à Paris et mort le 6 juin 2017 à Ruffec, commissaire de police ayant effectué toute sa carrière à la PJ, a notamment exercé fonctions de directeur central adjoint de la Police judiciaire française. Il termine son parcours administratif en 1988, en tant que Directeur de la Police Judiciaire de la Préfecture de Police, au 36, quai des Orfèvres à Paris.

## Vidéographie
- Extrait de la conférence de presse à propos de la série de meurtres de vieilles dames dans le 18e arrondissement de Paris - Magazine FR3 Île-de-France du 14 novembre 1984 - (archives INA)
- Intervention dans le documentaire (réalisé par Agnès Hubschman) sur Le gang des postiches diffusé le 20 février 2005 pour l'émission de France 2 Faites entrer l'accusé.